# Diplodasys ankeli
Diplodasys ankeli is een buikharige uit de familie van de Thaumastodermatidae. De wetenschappelijke naam van de soort werd voor het eerst geldig gepubliceerd in 1954 door Wilke.